# 1912년 하계 올림픽 세르비아 선수단
1912년 하계 올림픽 세르비아 선수단은 스웨덴 스톡홀름에서 개최된 1912년 하계 올림픽의 스위스 선수단이다. 총 3명의 선수가 1종목에 참가하였다.
세르비아의 올림픽 출전은 이번이 사상 처음으로, 다음 대회인 1920년 하계 올림픽에서는 유고슬라비아 왕국에 소속되어 참가하게 되었다 (1929년 유고슬라비아로 국호 변경). 2008년 하계 올림픽부터 다시 독립국으로서 참가하였다.

## 육상
총 3명의 선수가 세르비아 국가대표 자격으로 올림픽 육상 종목에 출전하였다.
| 선수                | 종목   | 예선 | 예선 | 준결선 | 준결선 | 결선      | 결선      |
| 선수                | 종목   | 결과 | 순위 | 결과   | 순위   | 결과      | 순위      |
| ------------------- | ------ | ---- | ---- | ------ | ------ | --------- | --------- |
| 두샨 밀로셰비치     | 100m   | 11.6 | 3    | 탈락   | 탈락   | 탈락      | 탈락      |
| 드라구틴 토마셰비치 | 마라톤 | -    | -    | -      | -      | 도중 포기 | 도중 포기 |
| 지브코 나스티치     | 마라톤 | -    | -    | -      | -      | 불참      | 불참      |